# Dallas Roberts
Pour les articles homonymes, voir Roberts.
Dallas Roberts, né le 10 mai 1970 à Houston, Texas (États-Unis), est un acteur américain.

## Biographie
Dallas Roberts est né le 10 mai 1970 à Houston, Texas (États-Unis).
Il a un frère cadet, Bryan Roberts.
Il sort diplômé de la Juilliard School en 1994.

### Vie privée
Il est marié à Christine Jones. Ils ont deux fils, Pilot et Ever Roberts.

## Filmographie

### Cinéma

#### Longs métrages
- 2003 : The Lucky Ones de Neil Burger : Edison
- 2004 : La Maison au bout du monde (A Home at the End of the World) de Michael Mayer : Jonathan Glover (1982)
- 2005 : Walk the Line de James Mangold : Sam Phillips
- 2005 : Winter Passing d'Adam Rapp : Ray
- 2005 : The Notorious Bettie Page de Mary Harron : Scotty
- 2006 : Flicka de Michael Mayer : Gus
- 2006 : Sisters de Douglas Buck : Dylan Wallace
- 2006 : Lovely by Surprise de Kirt Gunn : Mopekey
- 2007 : 3 h 10 pour Yuma (3:10 to Yuma) de James Mangold : Grayson Butterfield
- 2007 : Joshua de George Ratliff : Ned Davidoff
- 2009 : Une idée de génie (Ingenious) de Jeff Balsmeyer : Matt
- 2009 : Le Psy d'Hollywood (Shrink) de Jonas Pate : Patrick
- 2009 : Transplantation (Tell-Tale) de Michael Cuesta : Le chirurgien
- 2010 : The River Why de Matthew Leutwyler : Titus
- 2012 : Le Territoire des loups (The Grey) de Joe Carnahan : Pete Hendrick
- 2012 : 48 heures chrono (The Factory) de Morgan O'Neill : Carl
- 2013 : Dallas Buyers Club de Jean-Marc Vallée : David Wayne
- 2013 : Shadow People de Matthew Arnold : Charlie Crowe
- 2016 : Ordinary World de Lee Kirk : Mickey
- 2016 : Mayhem : Légitime Vengeance (Mayhem) de Joe Lynch : Lester 'The Reaper' McGill
- 2017 : My Friend Dahmer de Marc Meyers : Lionel Dahmer
- 2017 : All the Birds Have Flown South de Joshua H. Miller et Miles B. Miller : Jimmy
- 2019 : Brooklyn Affairs (Motherless Brooklyn) d'Edward Norton : Danny Fantl
- 2022 : Glass Onion : Une histoire à couteaux tirés de Rian Johnson : Devon Debella

#### Courts métrages
- 2003 : Music d'Amos Kollek : Matt
- 2004 : Heavy Put-Away de Joel Plotch : Art / Al
- 2014 : Wallace d'Ian McCulloch : Wallace

### Télévision

#### Séries télévisées
- 1994 : New York Undercover : Larry
- 1995 / 2001 / 2009 : New York, police judiciaire (Law and Order) : Matthew Blanchard / Mark Daltrey / Marty Winston
- 2004 / 2015 - 2016 : New York, unité spéciale (Law and Order : Special Victims Unit) : Thomas Mathers / Dr Gregory William Yates
- 2006 - 2009 : The L Word : Angus Partridge
- 2010 : New York, section criminelle (Law and Order : Criminal Intent) : Dr Abel Hazard
- 2010 : Rubicon : Miles Fiedler
- 2010 - 2014 : The Good Wife : Owen Cavanaugh
- 2012 : Elementary : Dr Richard Mantlo
- 2012 - 2013 : The Walking Dead : Milton Mamet
- 2013 - 2015 : Unforgettable : Eliot Delson
- 2015 - 2016 : Chicago Police Department (Chicago P.D) : Dr Gregory William Yates
- 2017 : American Crime : Carson Hesby
- 2018 : FBI : Robert Lawrence
- 2018 - 2019 : Insatiable : Bob Armstrong
- 2019 : Dolly Parton's Heartstrings : Aaron
- 2021 : American Rust : Jackson Berg
- 2022 : Big Sky : Richard Ford
- 2024: Monstres : Dr Jerome Oziel